# Vinterkrigen
Vinterkrigen (også kaldet den russisk-finske krig eller den sovjetisk-finske krig) brød ud, da Sovjetunionen under ledelse af Josef Stalin angreb Finland den 30. november 1939, tre måneder efter udbruddet af 2. verdenskrig. Angrebet blev internationalt fordømt og førte til, at Sovjetunionen blev ekskluderet af Folkeforbundet den 14. december 1939.
Den finske modstand var en alvorlig hindring for de sovjetiske styrker, som var finnerne talmæssigt overlegne – 4:1 i mænd, 200:1 i kampvogne og 30:1 i fly.
Den Røde Hær havde i 1937 været udsat for en voldsom udrensning, som havde efterladt den stærkt svækket i effektivitet og moral. Halvdelen af officerskorpset og langt hovedparten af de højtstående officerer var blevet henrettet, og i 1939 var der derfor særdeles mange uerfarne officerer på højtstående poster.
Finland holdt ud indtil marts 1940, hvor Fredstraktaten i Moskva blev underskrevet. Freden indebar, at Finland måtte afgive omkring 9 % af sit territorium og 20 % af sin industri til Sovjetunionen. De sovjetiske tab ved fronten var voldsomme, og landets internationale omdømme tog skade. Den Røde Hærs kampkraft blev også genstand for tvivl, et faktum som bidrog til Adolf Hitlers beslutning om at igangsætte Operation Barbarossa. De sovjetiske ledere nåede ikke deres egentlige mål, som var at erobre hele Finland. De måtte nøjes med en strimmel land langs Ladoga-søen. Finnerne beholdt deres uafhængighed og opnåede en betydelig international goodwill.
Fredsaftalen den 12. marts forhindrede en halvhjertet fransk-britisk plan om at sende tropper til Finland gennem det nordlige Skandinavien. Et af denne plans væsentlige mål var at overtage kontrollen med den svenske jernmalm fra Kiruna og Malmberget og afbryde leverancerne til Tyskland.
Lidt over et år senere blev fjendtlighederne genoptaget i Fortsættelseskrigen.

## Baggrund

### Før 1. verdenskrig
Finland havde længe været den østlige del af det svenske kongerige, da Rusland erobrede det i 1809 under Napoleonskrigene og omdannede det til det autonome Storfyrstendømme Finland inden for Det Russiske Kejserrige, som kunne beskytte hovedstaden Sankt Petersborg.
Vestkarelens historie adskiller sig fra resten af Finlands historie. Hovedparten af området betalte tribut til den russiske Republik Novgorod og var skueplads for de Svensk-novgorodiske krige. Det sydvestlige område, fra floden Sestra til floden Vuoksi og Saimaa-søen inklusive Vyborg, blev annekteret af Sverige samtidig med resten af Finland, og grænsen mellem Sverige og Novgorod blev fastlagt i Nöteborg-traktaten i 1323. I 1617, mens Rusland stadig var svag oven på Forvirringens tid, erobrede Sverige resten af Karelen. Under det svenske herredømme mistede området alle sine russiske indbyggere og hovedparten af de russisk-ortodokse karelere, hvoraf en stor del flyttede til Tver-regionen. Sverige mistede Den karelske Halvø og Ladoga-karelen i 1721 som følge af den Store Nordiske Krig. I 1743 afgav Sverige kontrollen over det sydlige Karelen til Rusland efter den Russisk-svenske krig (1741-1743). I 1812 indlemmede Zar Alexander 1. af Rusland provinsen Vyborg i det finske storhertugdømme.
I starten var finnerne tilfredse med situationen, men forsøg på at styrke centralregeringen og forene det russiske rige gennem russificering i begyndelsen af det1900-tallet skabte afvisning og styrkede de bevægelser, der ønskede selvstændighed.

### Perioden omkring 1. verdenskrig
Under den Russisk-japanske krig i 1905 ydede Japan ikke nævneværdig støtte til de finske separatister, men under 1. verdenskrig var det Tyskland, som aktivt støttede finsk selvstændighed. Det skete f.eks. ved at optræne en infanteribataljon af finske frivillige. Med de eksisterende århundredlange religiøse, økonomiske og kulturelle bånd var det let at skabe nye politiske.
Efter den russiske oktoberrevolution, som bragte kommunisterne til magten i Rusland, erklærede bolsjevikkerne, at national selvbestemmelse var en grundsten i den nye orden. Finnerne tog dem på ordet og erklærede storhertugdømmet Finlands selvstændighed den 6. december 1917.
Under den efterfølgende finske borgerkrig spillede tysktrænede jægersoldater og regulære tyske tropper en afgørende rolle. Kun Tysklands nederlag i 1. verdenskrig forhindrede etableringen af et tyskvenligt kongedømme under kejser Wilhelm 2.'s svoger Frederik Karl af Hessen. Han nåede at blive valgt som konge, men aldrig at tiltræde.

### Mellemkrigsårene
Efter krigen fortsatte de tætte tysk-finske forbindelser, takket været tyskernes rolle i forbindelse med kampen for den finske uafhængighed. Da nationalsocialisterne kom til magten, kølnedes forholdet, da der ikke var mange finske nazisympatisører. Selv det hemmelige militære samarbejde omkring ubådsudvikling fik lov at ophøre.
I stedet vendte Finland sig mod Vesteuropa og Skandinavien for samarbejde: flere finske officerer blev uddannet i Frankrig end i alle andre lande tilsammen. Franske officerer hjalp til ved bygningen af befæstningerne i Mannerheimlinjen. Storbritannien var den største handelspartner, og Sverige var let at nå gennem det fælles sprog, da der befandt sig overordentligt mange svensktalende i den politiske og kulturelle elite i Finland.
Forholdet mellem Sovjetunionen og Finland havde været anspændt. De to perioder med tvungen russificering ved århundredskiftet og minderne om den mislykkede sovjetiskstøttede finske borgerkrig foruden de to finske militærekspeditioner (Viena ekspeditionen i 1918 og Aunus ekspeditionen i 1919), hvor finske frivillige havde forsøgt at erobre det russiske Østkarelen, som aldrig havde været en del af det svensk-finske kongerige eller af Storhertugdømmet Finland, bidrog til at skabe en stærk gensidig mistro.
Stalin frygtede et angreb fra Tyskland, og med den sovjetisk-finske grænse blot 32 km fra
Leningrad ville finsk område være et udmærket springbræt for et angreb. I 1932 underskrev Sovjetunionen en ikke-angrebspagt med Finland, og pagten blev bekræftet i 1934, hvor den blev forlænget med 10 år. Sovjetunionen overtrådte imidlertid Tartu traktaten i 1937 ved at blokere for, at finske handelsskibe kunne sejle mellem Ladogasøen og Den Finske Bugt.
I april 1938, eller muligvis før, begyndte Sovjetunionen diplomatiske forhandlinger med Finland i forsøget på at forbedre deres fælles forsvar mod Tyskland. De sovjetiske forhandlere var især bekymret over, at Tyskland, Frankrig eller Storbritannien kunne bruge Finland som et brohoved ved et angreb på Leningrad og krævede en udveksling af territorium, så grænsen kom længere væk fra Leningrad. Der gik over et år, uden at der skete nævneværdige fremskridt i forhandlingerne, og den politiske situation i Europa blev forværret.

### Anden verdenskrigs begyndelse
Sovjetunionen og Tyskland underskrev en gensidig ikke-angrebspagt, Molotov-Ribbentrop-pagten, den 23. august 1939. Pagten indeholdt en hemmelig klausul, hvorefter landene i Østeuropa blev delt mellem de to lande. Finland tilfaldt den sovjetiske indflydelsessfære.
Det tyske angreb på Polen den 1. september 1939 blev fulgt af den sovjetiske invasion fra øst. Nogle uger senere havde de delt landet mellem sig.
I efteråret 1939 krævede Sovjetunionen, at Finland skulle acceptere at flytte grænsen 25 km længere væk fra Leningrad. Sovjetunionen krævede også, at Finland skulle udleje Hangö halvøen i 30 år, så der kunne bygges en flådebase der. Til gengæld tilbød Sovjetunionen Finland en stor del af Karelen – et dobbelt så stort, omend mere øde område. Dette tilbud blev i Finland omtalt som "to pund jord for et pund guld".
Den finske regering afviste de sovjetiske krav. Den sovjetiske generalstab under Boris Sjaposjnikov og Aleksandr Vasiljevskij var allerede i gang med at forberede planer for et angreb. Den 26. november iscenesatte de sovjetiske myndigheder en grænseepisode, hvor sovjetisk artilleri beskød et område nær den russiske landsby Maiila, og derefter hævdede, at et finsk artilleriangreb havde dræbt sovjetiske tropper.
Sovjetunionen krævede en undskyldning fra finnerne for episoden, samt at de skulle trække deres styrker 20-25 km tilbage fra grænsen. Finnerne benægtede ethvert ansvar for angrebet og afviste de sovjetiske krav. Det brugte Sovjetunionen som undskyldning for at opsige ikke-angrebspagten. Den 30. november angreb sovjetiske styrker med 27 divisioner på 600.000 mand. Der blev bombet civile mål i Helsinki, og den Røde Hær nåede snart frem til Mannerheimlinjen.
Terijoki regeringen, en sovjetisk marionetregering, blev etableret i den besatte finske grænseby Terijoki (nu Zelenogorsk) den 1. december 1939. Den blev også kaldet Den finske Demokratiske Republik. Den blev ledet af Otto Ville Kuusinen, og blev brugt til såvel diplomatiske formål (den blev straks anerkendt af Sovjetunionen) som militære formål (de håbede på, at det ville tilskynde socialister i Finlands hær til at desertere). Republikken var ikke den store succes, men fortsatte sin eksistens indtil fredsaftalen den 12. marts, og blev herefter en del af den russiske Karelsk-finske SSR den 31. marts 1940.

## Krigshandlinger
Ved krigens udbrud havde Finland kun mobiliseret en hær på 180.000 mand, men de viste sig at være seje modstandere, der anvendte den såkaldte motti-taktik, som gik ud på, at små grupper af soldater på ski og klædt i hvide camouflagedragter udnyttede deres lokalkendskab til at afskære fjendtlige styrker, omringe og nedkæmpe dem.
Mange af de finske soldater havde boet hele deres liv i skovene, og hovedparten af finnerne boede på landet helt til 1950'erne. Forholdene i vinteren 1939-1940 var barske. Temperaturerne lå ofte på −20 °C, hvilket finnerne udnyttede til deres fordel. Ofte valgte de ikke at angribe fjenden konventionelt, men ramte feltkøkkener, som var afgørende for overlevelse i det kolde vejr, og skød sovjetiske soldater, som sad i grupper omkring lejrbål.
I krigens begyndelse var det kun de finske soldater, som var i aktiv tjeneste, der havde uniformer og våben. Resten måtte klare sig med deres egne klæder, hvilket ofte ville sige deres normale vintertøj med påsyede gradstegn. Disse ukurante uniformer blev kaldt "Model Cajander" efter statsminister Aimo Cajander. Finnerne afhjalp disse mangler ved i stor stil at benytte udstyr, våben og ammunition erobret fra fjenden. Hæren havde ikke skiftet kaliber på sine våben efter uafhængigheden og kunne bruge sovjetisk ammunition. Anvendelsen af dårligt trænede og ledede sovjetiske tropper gav finnerne en fordel ved at åbne rige muligheder for at erobre krigsbytte. Selv om finnerne kun havde få anti-tankvåben, havde de molotovcocktails, en improviseret benzinbombe, som de havde lært at kende under Den spanske Borgerkrig, og som blev brugt med stor effekt – ca. 2.000 sovjetiske kampvogne blev ødelagt.
Den Røde Hær angreb i regimentsstyrke med de mørke uniformer klart synlige mod den hvide sne, så soldaterne let kunne rammes af de finske snigskytter og maskingeværer. Korporal Simo Häyhä fik æren for 542 bekræftede træffere, hvilket formentlig gør ham til den farligste snigskytte i militærhistorien. Da den Røde Hær begyndte at bruge snigskytter foretog finnerne et modtræk, den såkaldte "Kylmä-Kalle" taktik, som gik ud på at opstille en dukke, der var klædt ud som et fristende mål (f.eks. en officer). De sovjetiske snigskytter kunne i reglen ikke modstå fristelsen til at skyde på den, og når finnerne havde bestemt, hvilken vinkel skuddet kom fra, skød de i den retning med en tung kanon for at dræbe skytten.
Manglende sovjetisk erfaring, naivitet og manglende motivation var vigtige faktorer for den finske succes i krigen. Angriberne forventede ikke megen modstand. General Kirill Meretskov regnede med, at det ville tage blot 10-12 dage for hans veludstyrede 27 divisioner à 14.000 mand at nå Helsinki. Sovjetiske soldater blev endda advaret om ikke at krydse grænsen til Sverige ved et uheld. Propagandaen var så overbevisende, at soldaterne var overbeviste om, at finnerne ville stå og vifte med flag og byde den Røde Hær velkommen med åbne arme.
På grund af de store udrensninger havde den Røde Hær mistet 80 % af de højerestående officerer – i fredstid. De blev i reglen erstattet af folk, som var mindre kompetente, men formentlig mere loyale over for de politiske ledere, da Stalin havde erstattet sine militære ledere med kommissærer eller politiske officerer. Taktik, som var forældet i 1. verdenskrig, blev indimellem anvendt. Taktikken blev udført strengt efter forskrifterne, da fejlslagne operationer medførte risiko for henrettelse. Mange sovjetiske soldater døde, fordi deres officerer afslog retræte, da deres politiske officerer ikke ville tillade noget sådant og ofte henrettede officerer, som ikke lystrede.
Den sovjetiske hær var dårligt forberedt på vinterkrig især i skove og brugte i stor stil motorkøretøjer. De måtte holdes i gang hele tiden, så motorolien ikke frøs. Det førte til flere nedbrud og forværrede manglen på brændstof. Et af de mest bemærkelsesværdige nederlag i militærhistorien var den såkaldte "Raatteentie episode," under det månedlange Slag ved Suomussalmi. Den sovjetiske 44. infanteridivision med cirka 25.000 mand blev næsten fuldstændig udraderet efter at have marcheret ad en skovvej ind i et baghold bestående af den finske "Kontula styrke", en enhed på 300 mand. Den lille enhed blokerede vejen for den sovjetiske division, mens den finske oberst Hjalmar Siilasvuo og hans 9. division på omkring 6.000 mand afskar den sovjetiske styrkes retræte, splittede fjendens styrke i mindre enheder og nedkæmpede dem én for én. De sovjetiske tab var på omkring 23.000 mand, mens finnerne mistede cirka 800. Hertil kom, at finnerne erobede 43 kampvogne, 71 felt- eller antiluftskytskanoner, 29 panserværnskanoner, panservogne, 260 lastbiler, 1.170 heste, håndvåben og ammunition foruden medicin og kommunikationsudstyr.
Den sovjetiske divisionschef Vinogradov og to af hans øverste officerer overlevede slaget. Da de nåede de sovjetiske linjer fire dage senere, blev de stillet for en krigsret, fundet skyldige i at have mistet 55 feltkøkkener til fjenden. Deres dødsdomme blev straks eksekveret.
Efter dette slag, den 7. januar, blev Kliment Vorosjilov på grund af de katastrofale fiaskoer erstattet af Semjon Timosjenko som øverstkommanderende for de sovjetiske styrker i krigen.
Sovjetstyrkerne forstod ikke at udnytte deres talmæssige overlegenhed i begyndelsen af krigen. Finnerne havde opstillet 130.000 mand og 500 kanoner på det Karelske næs, den væsentligste slagmark i krigen. Den Røde Hær angreb kun med 200.000 mand og 900 kanoner. Deres 1.000 kampvogne blev udnyttet dårligt og tabene var massive.

### I luften
Ved krigens begyndelse havde det finske luftvåben 146 fly af alle typer til rådighed. Den primære jager var det åbne britiske Bristol Bulldog IV-biplan, som det havde 15 af siden 1935 og 41 af det mere moderne, lukkede Fokker D.XXI-monoplan. Der var nogle få bombefly i form af 18 Bristol Blenheim. Da de sorte skyer begyndte at samles over Europa i 1939, havde finnerne bestilt 25 åbne Fiat G.50-jagere, hvoraf to var ved at blive samlet i Sverige, da krigen brød ud.
Under krigen blev en række fly bestilt fra udlandet:
- 30 Gloster Gladiator II dobbeltdækker-jagere fra Storbritannien.
- 12 bombefly af typen Bristol Blenheim IV fra Storbritannien.
- 30 jagerfly af typen Morane-Saulnier M.S.406 fra Frankrig.
- 44 Brewster 239-jagere fra USA.
- 22 Gloster Gauntlet-træningsfly fra Storbritannien.
- 10 Fiat G.50-jagere fra Italien.

I luftkamp anvendte finnerne den tyske fire-finger formation: Fire fly delt i to grupper af to fly, hvoraf den ene gruppe fløj højt og den anden lavt, hvilket betød, at de fire fly kæmpede uafhængigt, men støttede sidemanden i kamp. Denne formation var den sovjetiske taktik overlegen, hvor tre fly fløj i en trekantsformation. Dette sammen med de finske piloters doktrin om altid at angribe uanset odds bidrog til, at det mislykkedes for de sovjetiske bombefly at tilføje de finske stillinger og byer alvorlig skade.

### Flådeaktiviteter
Vinterkrigen var også en flådekrig, som fortsatte, indtil Østersøen frøs til. Til vands var det en temmelig ensidig affære. Den sovjetiske flåde havde fordelen både af gamle skibe fra før revolutionen og nye skibe fra 1930'erne. Den finske flåde var ikke meget værd i sammenligning. De kraftigste enheder var et par kanonbåde fra borgerkrigen i 1917-1918. I mellemkrigsårene var der tilgået flåden nogle få nye skibe. I begyndelsen af 1930'erne kom der fem undervandsbåde foruden to velbevæbnede, men langsomme kystforsvarsskibe med 254 mm kanoner som hovedarmering.
Ud over flåden havde Finland sine kystartilleribatterier, som bevogtede vigtige havne og flådebaser langs kysten. De fleste batterier var fra russisk tid, og det var i reglen 152 mm kanoner, men Finland havde moderniseret sine gamle kanoner og installeret et antal nye batterier, hvoraf det største var et 305 mm kanonbatteri, som oprindelig var planlagt til at skulle blokere Den Finske Bugt for sovjetiske skibe med hjælp fra batterier fra den estiske side.
Sovjetiske krigsskibe angreb de finske kystbatterier, så længe vejret tillod det. At sende lette skibe mod selv gamle kystbatterier har gennem historien vist sig meget farligt. Den sovjetiske flåde kunne kun opvise en sænket destroyer og en række beskadigede skibe i krigen.
Kystartilleriet havde sin største effekt på landkrigen. Batterier nær fronten havde fordel af deres faste placering, der gav dem bedre beskyttelse, nem håndtering af ammunition og meget akkurate skydetabeller. Det er derfor, fastmonterede kanoner ofte er mere effektive end mobile, da de kan afskyde flere granater på kortere tid. De kender også deres egen position i forhold til området muligvis år i forvejen og er som sådan mere nøjagtige. Det viste sig i høj grad at være tilfældet i denne krig. Landbatterier nær kysten hjalp sammen med hærens feltartilleri med til at afstive forsvaret af Den karelske Halvø.
I marts, da den Røde Hær havde gennembrudt fronten, blev alle reserver sendt i kamp ved Vyborg. De sovjetiske styrker forsøgte at krydse isen på Viipuribugten og komme ind bag byen, men da det finske kystartilleri afskød sine tungeste kanoner, knustes isen under russerne og forhindrede et gennembrud af fronten.

### Andre overvejelser
Hovedparten af de tropper fra den Røde Hær, som kæmpede i Vinterkrigen, stammede fra de sydlige områder af Sovjetunionen. Det var Stalins holdning, at han ikke kunne have tiltro til, at russiske tropper fra området lige i nærheden af Finland ville kæmpe mod finnerne. Disse soldater sydfra havde ingen erfaring med forholdene i den arktiske vinter og havde ingen træning i at overleve i en skov. De kom ikke alene i kamp med finnerne, som var eksperter i vinterkrigsførelse og kendte landet, men også med vinteren, som i 1939-40 var en af de tre værste i Finland i det 20. århundrede.

Til overraskelse for såvel de russiske ledere som de finske konservative viste det sig, at de finske socialister ikke støttede den sovjetiske invasion, men kæmpede sammen med deres landsmænd mod den fælles fjende. Mange finske kommunister var flyttet til Sovjetunionen i 1930'erne for at "opbygge socialismen" blot for at blive ofre i Stalins store udrensninger, hvilket førte til udbredt desillusion og endda had mod det sovjetiske regime blandt socialister i Finland.
En anden faktor var fremskridtene i det finske samfund og de love, som efter borgerkrigen hjalp til med at mindske forskellene i samfundet. Det helede mange af sårene efter den finske borgerkrig i 1918 og fra Finlands sprogstrid, og sammenholdet mellem de forskellige grupper i samfundet omtales stadig som "Ånden fra Vinterkrigen". Molotov-Ribbentrop-pagten mellem Sovjetunionen og Tyskland havde rystet verdensanskuelserne i såvel borgerskabet som arbejderklassen i Finland. Mange finner havde troet, at Tyskland ville ende med at intervenere, ligesom det tyske kejserrige havde gjort i 1918. På samme måde regnede de almindelig arbejdere med, at Sovjetunionen var en garanti for fred og pres på Tyskland. Efter underskrivelsen af pagten var Tyskland allieret med Sovjetunionen mod Finland. Arbejderne havde set Sovjetunionen invadere Polen i stedet for at kæmpe mod nationalsocialisterne. Ved krigsudbruddet var der meget lidt tillid til fremmede magter – uanset hvilken ideologi de bekendte sig til - og om de var med i Folkeforbundet eller ej. Alligevel var der enkelte finner, som ikke fik lov til at kæmpe i den finske hær på grund af deres politiske baggrund.

## Fremmed støtte
Verdensopinionen støttede i det store og hele den finske sag. Verdenskrigen var ikke begyndt for alvor og blev i offentligheden omtalt som Spøgelseskrigen. Vinterkrigen var de eneste rigtige kamphandlinger ud over den tyske og sovjetiske invasion af Polen og havde derfor hele verdens opmærksomhed. Den sovjetiske aggression blev generelt anset for ubegrundet. Forskellige udenlandske organisationer sendte materiel hjælp, eksempelvis medicin. Finske immigranter i USA og Canada vendte hjem, og mange frivillige rejste til Finland for at tilslutte sig de finske styrker. 8.700 svenskere, 1.010 danskere (heriblandt Christian Frederik von Schalburg), 895 nordmænd, 372 estere, 346 udlandsfinner, 366 ungarere foruden 210 frivillige fra andre lande nåede til Finland, inden krigen var ovre. Udenrigskorrespondenter i Helsinki skrev, overdrevne, rapporter om finsk opfindsomhed og succes i kamp.
To danske marineflyvere 'deserterede' på nytårsorloven 1939-40 og fløj Gloster Gladiator for det finske luftvåbens LeLv26. Knut Kalmberg (en nedskydning) blev dræbt og Jörn Ulrich (tre nedskydninger) blev kvæstet.
Pave Pius 12. fordømte det sovjetiske angreb den 26. december 1939 i en tale i Vatikanet og donerede senere en signeret og forseglet bøn på vegne af Finland.

### Finnebørn
Under Vinterkrigen og den efterfølgende Fortsættelseskrig i perioden 1939-44 blev omkring 75.000 finske børn evakueret til de skandinaviske lande, først og fremmest Sverige, men også til Danmark. Der kom op mod 4.000 af de såkaldte finnebørn til Danmark, hvor de fordeltes hos plejefamilier over hele landet. Størstedelen vendte tilbage til Finland efter en kortere periode, men mange valgte at blive i Danmark, til krigen var overstået. Lidt over 10 % af finnebørnene blev i Danmark for bestandigt. I 1992 dannedes Foreningen af finnebørn i Danmark.

### Norge
Ud over de 895 nordmænd, som meldte sig frivilligt til at kæmpe for Finland, blandt hvilke man fandt senere helte fra den norske modstandskamp, såsom Max Manus og Leif Larsen, var der adskillige landsomfattende indsamlingskampagner af forsyninger og penge til hjælp for finnerne.
Dette omfattede en særlig finsk dag på Holmenkollen i Oslo, med indsamling til den finske sag. I alt 50.000 par sko, 100.000 rygsække pakket med forsyninger og 16.000 tæpper blev afsendt. Indsamling af rifler (fortrinsvis Krag-Jørgensen-modeller) og hjemmestrikkede skydehandsker fandt også sted. Den norske forfatter og nobelprismodtager Sigrid Undset forærede sin guldmedalje til Finland den 25. januar 1940.
Den norske regering gav hemmeligt finnerne 12 tyskfremstillede 75 mm kanoner (som fik betegnelsen 75 K 01 i finsk tjeneste) i februar 1940. Norge tillod også overførsel af fly til Finland via Sola Flyvestation ved Stavanger. Norske frivillige deltog i samlingen af nogle af flyene på Saab-fabrikken i Trollhättan.
I Finnmarken modtog man over 1.000 finske flygtninge fra Petsamo i februar 1940. Da den Røde Hær rykkede frem gennem dette tyndt forsvarede område, søgte finske civile tilflugt på den norske side af Paatsjoki-elven. Finske soldater fra den uafhængige Laplands-gruppe, som trak sig tilbage over grænsen ind i Finmarken, blev transporteret sydpå og interneret i Hegra Fæstning i Nord-Trøndelag. De internerede blev løsladt og returneret til Finland ved årsskiftet 1939-1940.

### Sverige
Sverige, som havde erklæret sig ikke-krigsførende frem for neutral som i krigen mellem Tyskland og Vestmagterne, bidrog med militære forsyninger, penge, kreditter, humanitær hjælp og 8.700 frivillige, der var klar til at kæmpe for Finland. Måske af størst betydning var den frivillige svenske luftstyrke, som kom i aktion den 7. januar med 12 Gloster Gladiator- jagere, 5 Hawker Hart-bombefly foruden 8 andre fly, hvilket svarede til en tredjedel af det svenske luftvåbens jagerstyrke på daværende tidspunkt. Frivillige piloter og mekanikere kom i alle grader. Den berømte flyver grev Carl Gustaf von Rosen, nevø af Carin Göring, Hermann Göring's første kone, meldte sig frivilligt uafhængigt. Der var også en frivillig arbejdsstyrke, omkring 900 arbejdere og ingeniører. I marts blev styrken forstærket med 5 Junkers Ju 86-bombefly. Den 11. marts var de i den svenske by Boden med alle forberedelser afsluttet, men krigens slutning den 13. forhindrede, at de kom i kamp.
Det svenske korps af frivillige med 8.402 mand i Finland – de eneste almindelige frivillige, som havde afsluttet træningen, inden krigen sluttede, begyndte at afløse fem finske bataljoner ved Märkäjärvi vest for Salla i midten af februar. Sammen med tre resterende finske bataljoner stod korpset over for to sovjetiske divisioner og var i gang med at forberede et angreb til midten af marts, men blev stoppet af fredsaftalen. Blandt de 33 mand, som døde i kamp, var chefen for den første afløsende enhed, oberstløjtnant Magnus Dyrssen.
De svenske frivillige forbliver en kilde til uenighed mellem svenskere og finner. Den indenlandske debat i Finland havde i årene før krigen givet de almindelige finner håb om betydelig mere støtte fra Sverige, såsom en stor styrke regulære tropper, som kunne have haft en betydelig effekt på krigens udfald – eller måske ligefrem afskrækket Sovjetunionen fra at angribe.
Konflikten mellem disse læses bedst i "Blod og Sne", den svenske frivillige Peter Nissers erindringer fra kampene.
Hjælpen fra de frivillige, især de skandinaviske, blev vel modtaget af finnerne. Det ses bl.a. af, at under invasionen af Norge i april 1940 dannede en gruppe finske frivillige en ambulanceenhed og hjalp forsvarerne, indtil de blev tvunget tilbage af den tyske hærs fremrykning. En gruppe svenske og finske frivillige kæmpede også sammen med norske soldater mod tyskerne nær Os den 2. maj.

### Fransk-britiske planer for en krigsskueplads i Skandinavien
I løbet af den første måned begyndte den sovjetiske ledelse at overveje at opgive operationen, og der blev sendt følere til Finlands regering via den svenske regering, først den 29. januar. Indtil da havde Finland kæmpet for sin overlevelse som selvstændig og demokratisk nation. Da troværdige rygter om dette nåede regeringerne i Paris og London, blev tilskyndelsen til militær støtte drastisk ændret.
I februar 1940 tilbød de Vestallierede at hjælpe. Den allierede plan, som var blevet godkendt den 5. februar af den allierede overkommando, bestod af 100.000 britiske og 35.000 franske tropper, som skulle sættes i land i den norske havneby Narvik og støtte Finland via Sverige samtidig med, at de sikrede forsyningsvejene. Planen var aftalt at skulle sættes i værk den 20. marts under forudsætning af, at finnerne bad om hjælp. Den 2. marts blev der officielt bedt om transitrettigheder fra den norske og svenske regering. Det var håbet, at dette ville få de to neutrale skandinaviske lande over på allieret side for at styrke deres position over for Tyskland – selv om Adolf Hitler i december havde erklæret over for den svenske regering, at vestallierede tropper på svensk jord straks ville afstedkomme en tysk invasion, hvilket i praksis betød, at Tyskland ville tage den befolkede sydlige del af Skandinavien, mens Frankrig og Storbritannien ville komme til at kæmpe langt mod nord.
Kun en lille del af de vestallieredes tropper var tiltænkt Finland. Forslag om at gå direkte ind i Finland via den isfrie havn i Petsamo var blevet afvist. Der var mistanke om, at formålet med operationen var at besætte den norske havn i Narvik og de store bjergrige områder ved de svenske malmlejer, som var af kritisk betydning for Tysklands stålproduktion. Hvis fransk-britiske styrker gik ind og stoppede eksporten til Tyskland, kunne området blive en betydelig slagmark mellem de allierede og tyskerne. Som konsekvens af dette afslog Norge og Sverige transitrettigheder til de allierede. Trods det at de allierede lod, som om de var i færd med at forsvare Finland mod Sovjetunionen, blev det efter 2. verdenskrig kendt, at lederen af det allierede ekspeditionskorps havde ordre til ikke at gå i kamp mod sovjetiske tropper, når hans tropper nåede Finland.
Det var oprindelig håbet med den fransk-britiske plan at sikre hele området nord for en linje gennem Stockholm og Göteborg eller Stockholm og Oslo, dvs. det britiske koncept med en linje, der fulgte de store svenske søer Mälaren, Hjälmaren og Vänern, hvilket ville bidrage med en god naturlig forsvarslinje 1.700-1.900 kilometer syd for Narvik. Den forventede grænse involverede ikke blot Sveriges to største byer, men betød også, at hovedparten af svenskerne enten ville komme under nazistisk kontrol eller i en krigszone. Senere blev ambitionerne reduceret til kun at omfatte den nordlige halvdel af Sverige og den ret smalle tilstødende del af Norge.
Den svenske regering under statsminister Per Albin Hansson afslog at tillade transit af bevæbnede tropper gennem svensk territorium. Selv om Sverige ikke havde erklæret sig neutralt i Vinterkrigen, var landet neutralt i krigen mellem Frankrig, Storbritannien og Tyskland. At tillade transit for et fransk-britisk korps blev på det tidspunkt betragtet som for stor en afvigelse fra international lov om neutralitet.
Den svenske regering valgte også at afvise gentagne appeller fra finnerne om, at regulære svenske tropper skulle indsættes i Finland, og det endte med, at svenskerne også gjorde det klart, at deres støtte med våben og ammunition ikke kunne fortsætte ret meget længere. Diplomatisk blev Finland presset mellem allierede håb om en langvarig krig og svensk og norsk frygt for, at de allierede og tyskerne snart kunne komme til at kæmpe mod hinanden på svensk og norsk grund. Hertil kom, at Norge og Sverige frygtede en strøm af finske flygtninge, hvis Finland led nederlag til Sovjet. Yderligere kom, at Hermann Göring gennem sine private forbindelser i Sverige gav klare råd om fred og koncessioner – Göring antydede, at koncessioner "kunne altid senere blive rettet".
Mens Tyskland og Sverige pressede Finland til at acceptere en fred på dårlige betingelser, havde Frankrig og Storbritannien det modsatte mål. Forskellige planer og tal blev præsenteret for finnerne. I starten lovede Frankrig og Storbritannien at sende 20.000 mand, som skulle ankomme i slutningen af februar, om end under den implicitte betingelse, at de undervejs fik lejlighed til at besætte det nordlige Skandinavien.
I slutningen af februar var Finlands øverstkommanderende marskal Mannerheim pessimist med hensyn til den militære situation. Derfor besluttede regeringen den 29. februar at indlede fredsforhandlinger. Samme dag indledte de sovjetiske styrker et angreb på Viipuri.
Da Frankrig og Storbritannien forstod, at Finland overvejede en fredsaftale, gav de et nyt tilbud om hjælp. De ville sende 50.000 mand, hvis Finland bad om hjælp inden den 12. marts. Kun 6.000 af disse ville rent faktisk være blevet sendt til Finland. Resten var tænkt at skulle sikre havne, veje og jernmalmsfelterne på vejen.
Trods de beskedne styrker, som ville have nået Finland, nåede efterretninger om planerne til Sovjetunionen og var stærkt medvirkende til beslutningen om at underskrive våbenhvilen, som endte krigen. Det hævdes, at uden truslen om allieret intervention var der intet, som i den sidste ende ville have forhindret Sovjetunionen i at udnytte sine store troppereserver og erobre hele Finland.

## Våbenhvile
Ved vinterens slutning blev det klart at de russiske styrker var ved at være udmattede, og de tyske repræsentanter foreslog, at Finland skulle forhandle med Sovjetunionen. De sovjetiske tab havde været store, og situationen var en kilde til politisk forlegenhed for det sovjetiske regime. Med forårets tøvejr på vej risikerede de russiske styrker at blive hængende i skovene, og et udkast til fredsbetingelser blev præsenteret for Finland den 12. februar. Både tyskerne og svenskerne var ivrige efter at se en ende på Vinterkrigen, de sidste frygtede, at deres naboland ville kollapse. Da den finske regering tøvede på grund af de skrappe sovjetiske betingelser, udsendte den svenske konge Gustav 5. en offentlig udtalelse, hvor han bekræftede at have afvist finske anmodninger om støtte fra svenske tropper.
I slutningen af februar havde finnerne opbrugt deres ammunitionslagre. Det var samtidig endelig lykkedes for Sovjetunionen at gennembryde Mannerheimlinjen. Den 29. februar accepterede den finske regering at begynde forhandlinger. Den 5. marts var den sovjetiske hær nået 10-15 km forbi Mannerheimlinjen og var trængt ind i forstæderne til Viipuri. Finnerne foreslog en våbenhvile samme dag, men Sovjet ønskede at fastholde presset og afviste tilbuddet den næste dag. Rent faktisk fortsatte kampene indtil den 13. marts, en halv dag efter at fredsaftalen var blevet underskrevet, ifølge betingelserne i protokollen.
Efter krigen gav den finske hærs situation på den karelske halvø ved krigens slutning anledning til megen debat. Ordrerne var allerede givet om at forberede en tilbagetrækning til den næste forsvarslinje i Taipale sektoren. Estimater over, hvor længe fjenden kunne være blevet opholdt ved disse retræter og stå fast-operationer, varierede fra nogle få dage  til et par måneder, de fleste lå på nogle få uger.
Der har været tanker om, at Stalin praktisk taget havde udryddet sit efterretningsapparat under udrensningerne og således skadet effektiviten af spioner i Finland og andre lande, samtidig med at de var gået over til at skrive den type rapporter, som de regnede med at Stalin ønskede at læse. Han var således ikke klar over den reelle situation i Finland og blandt de Vestallierede.
Sovjetiske efterretningskilder informerede deres ledere om de allierede planer om at intervenere i krigen, men ikke om detaljerne eller at de allierede ikke var parate. Derfor følte den sovjetiske ledelse sig tvunget til at søge en for hurtig afslutning på krigen, inden de allierede intervenerede og erklærede krig mod Sovjetunionen.
I løbet af de fire måneders krig led den sovjetiske hær enorme tab. En general i den Røde Hær bemærkede, at "Vi har vundet tilstrækkeligt land til at begrave vore døde". Vurderinger af tabene varierer meget fra 48.000 dræbte, døde af sår og savnede i kamp, som citeret fra sovjetiske officerer lige efter krigen, til 391.000 ifølge nyere forskning.
 Ifølge Nikita Khrusjtjov blev 1,5 mio. mænd sendt til Finland og 1 mio. blev dræbt, mens 1.000 fly, 2.300 tanks og pansrede køretøjer foruden enorme mængder af andet krigsmateriel gik tabt. Det mest troværdige estimat sætter antallet til 270.000. De finske tab var begrænset til omkring 22.830 mand.

## Fredstraktaten i Moskva
Fredstraktaten i Moskva af 12. marts 1940 tvang Finland til at afgive den finske del af Karelen. Landområdet omfattede bl.a. byen Viipuri (landets næststørste), store dele af Finlands industriområde, hvoraf en betydelig del stadig var under den finske hærs kontrol: over 10% af landområdet før krigen. 422.000 kareler, 12% af Finland's befolkning, mistede deres hjem. Tropper og civile blev hurtigt evakueret, kun nogle få snese civile valgte at blive under sovjetisk styre.
Finland måtte også afgive en del af Salla området, Kalastajansaarento halvøen i Barentshavet foruden fire øer i Den Finske Bugt. Hangö halvøen blev udlejet til Sovjetunionen som militærbase i 30 år. Selv om sovjetiske tropper havde erobret Petsamo under krigen, blev den givet tilbage til Finland ifølge traktaten.
Som helhed var fredsbetingelserne hårde for Finland. Sovjetunionen fik byen Viipuri udover deres krav fra før krigen. Sympati fra Folkeforbundet, de vestallierede og især Sverige viste sig ikke at være til megen hjælp.
Lidt over et år senere blev fjendtlighederne genoptaget i Fortsættelseskrigen.

### Krav om tilbagelevering af territorium
Efter krigen etablerede karelske byråd, sogne og provinsråd organisationen Karjalan Liitto med henblik på at forsvare de karelske flygtninges rettigheder og interesser og for at finde en løsning, så Karelen kunne blive leveret tilbage. Under den kolde krig forsøgte præsident Urho Kekkonen flere gange at få områderne tilbage gennem forhandlinger med de russiske ledere, men uden held. Nogle mindre grupper i Finland har aktivt krævet fredelig tilbagelevering af de afgivne territorier. Den mest aktive gruppe på dette felt er ProKarelia. I de seneste opinionsundersøgelser støttes deres krav af mellem 26– 38% af befolkningen i Finland. Selv om en fredelig tilbagelevering af Karelen altid har været på dens dagsorden har Karjalan Liitto i hovedsagen holdt sig fra at fremføre disse krav.

## I folkelig kultur
I 1989 blev den finske film Talvisota udsendt. Den fortæller historien om en finsk deling af reservister fra Kauhava. Delingen tilhører det 23. infanteriregiment, som næsten udelukkende består af mænd fra det sydvestlige Finland.
Dokumentarfilmen fra 2006: Ild og is, Vinterkrigen mellem Finland og Rusland viser, hvordan Vinterkrigen påvirkede 2. verdenskrig, og hvordan Finland mobiliserede mod verdens største militærmagt.

## Fodnoter
1. ↑  Kantakoski, Punaiset panssarit—Puna-armeijan panssarijoukot 1918–1945, p. 260
2. 1 2  Tomas Ries, Cold Will—The Defense of Finland, 1988, ISBN 0-08-033592-6, Potomac Books
3. ↑  Ohto Manninen, Talvisodan salatut taustat, 1994, ISBN 952-90-5251-0, Kirjaneuvos, fra offentliggjort sovjetisk arkivmateriale, Manninen fandt 12 tidligere ukendte infanteridivisioner, som blev sendt til den finske front.
4. ↑  Pentti Virrankoski, Suomen Historia 2, 2001, ISBN 951-746-342-1, SKS
5. ↑  Erkki Käkelä, Laguksen miehet, marskin nyrkki: Suomalainen panssariyhtymä 1941–1944, 1992, ISBN 952-90-3858-5, Panssarikilta
6. 1 2  G.F. Krivosheev, Soviet Casualties and Combat Losses in the Twentieth Century Arkiveret 29. marts 2008 hos  Wayback Machine, 1997, ISBN 1-85367-280-7, Greenhill Books
7. ↑  Kantakoski, p. 286
8. ↑  Finnish Defence College, Talvisodan historia 4, p.406, 1991, ISBN 951-0-17566-8, WSOY, Tallet for døde inkluderer 3.671 alvorligt sårede som døde efter krigen uden at have forladt hospitalet, nogle adskillige år efter krigen.
9. ↑  Resolution fra Folkeforbundets råd
10. ↑  citing Alan Bullock, Hitler and Stalin: Parallel Lives (New York: Vintage Books, 1993), 489. (Webside ikke længere tilgængelig)
11. ↑  Glantz, David M., Stumbling Colossus, p. 58.
12. ↑  Manninen, Ohto (2008). Miten Suomi valloitetaan: Puna-armeijan operaatiosuunnitelmat 1939–1944 [Hvordan Finland skulle erobres: Den Røde Hærs militære planer 1939–1944] (finsk). Edita. ISBN 978-951-37-5278-1. pp.
13. ↑  Chubaryan, A. (2002). "Foreword".  I Kulkov, E.; Rzheshevskii, O.; Shukman, H. (red.). Stalin and the Soviet-Finnish War, 1939–1940. Frank Cass. ISBN 978-0-7146-5203-0.
14. ↑  Rentola, Kimmo (2003).  Holtsmark, Sven G.; Pharo, Helge Ø.; Tamnes, Rolf (red.). Motstrøms: Olav Riste og norsk internasjonal historieskrivning (norsk). Cappelen Akademisk Forlag. ISBN 8202218284.
15. ↑  Statistics of Finnish elections 1927–2003: stat.fi Arkiveret 2. oktober 2007 hos  Wayback Machine
16. ↑  Väinö Tanner, The Winter War, 1957, Stanford University Press
17. ↑  Harry Järv, Oavgjort i två krig, 2006ISBN 978-91-631-9273-9
18. ↑  Ilmatieteen laitos: Vuodenajat kolmen kalenterikuukauden jaksoissa Arkiveret 17. juni 2008 hos  Wayback Machine Hentet 16. september 2007.
19. ↑  Tapani Kossila: Foreign volunteers in the Winter War
20. ↑  Ole Steen Hansen: "Dansk Flyvning", Flachs, 2006, ISBN 87-627-0908-9
21. ↑  Finnish Defence Forces – The Winter War 1939-1940 Arkiveret 15. juli 2008 hos  Wayback Machine Hentet 5. september 2007.
22. ↑  Hjemmeside for "Foreningen af finnebørn i Danmark"
23. ↑  Finnish Defence Forces official website: The Winter War – Day 48 Arkiveret 23. marts 2008 hos  Wayback Machine
24. ↑  Finnish Defence Forces official website: The Winter War – Day 57 Arkiveret 2. maj 2009 hos  Wayback Machine
25. ↑  "Website om våben brugt af den norske hær i 1940". Arkiveret fra originalen 16. juli 2011. Hentet 10. juli 2008.
26. ↑  Winterwar.com: Finnish Artillery pieces – 75 K 01
27. ↑  Winterwar.com: Artillerikøb under Vinterkrigen
28. 1 2  Fighter Tactics Academy: Brewsters til det finske luftvåben i 1940 Arkiveret 19. juli 2009 hos  Wayback Machine
29. ↑  Fighter Tactics Academy: Hurricanes til Finland Arkiveret 19. juli 2009 hos  Wayback Machine
30. ↑  Hemmelig mission om at flyve 12 Bristol Blenheims til Finland BBC – World War 2 People's War
31. ↑  Finnish Defence Forces official website: The Winter War – Day 69 Arkiveret 6. januar 2008 hos  Wayback Machine
32. ↑  Forn.no: Ingstadkleven Fort, 1926-1940 Arkiveret 15. januar 2009 hos  Wayback Machine
33. ↑  Lasse Laaksonen, Todellisuus ja harhat, 2005, ISBN 951-20-6911-3, Gummerus
34. ↑  Wolf H. Halsti, Talvisota 1939-1940, 1955, Otava
35. ↑  Juho Kusti Paasikivi, Toimintani Moskovassa, 1959, WSOY
36. ↑   C. Van Dyke, The Soviet Invasion of Finland 1939–40, 1997, London: Frank Cass
37. ↑  Rentola, Kimmo, 
Residenttimme ilmoittaa..., Suomen Historiallinen Seura, 2002
38. ↑  A.E.Taras, Soviet-Finland 1939-1940 war, Minsk, 1999.
39. ↑  "Arkiveret kopi". Arkiveret fra originalen 2. marts 2009. Hentet 10. juli 2008.
40. ↑  Winter War Website,
41. ↑  Karjala-lehti and MC-Info Oy 2005 (36 % mod 52 %), Karjalan Liitto and Taloustutkimus 5.- 7.4. 2005 (26 % mod 57 %) http://www.karjalanliitto.fi/3/taloustutkimus.html Arkiveret 23. juni 2007 hos  hos Archive.is  (Webside ikke længere tilgængelig), HS-Gallup: Selvä enemmistö ei halua Karjalaa takaisin 21.8.2005 (30 % mod 62 %) http://www.hs.fi/uutiset/tuoreet/artikkeli/1101980677358  (Webside ikke længere tilgængelig), STT / Suomen Gallup 2.7. 2004 (38 % mod 57 %)